# Esther Benbassa
Esther Benbassa, nacida el 27 de marzo de 1950 en Estambul, es una universitaria franco-turca-israelí, especialista de la historia del pueblo judío y de las minorías. Miembro del partido francés Europa Ecología Los Verdes, es senadora por el departamento de Valle del Marne desde 2011.

## Biografía
Nacida en Estambul en una familia descendiente de judíos expulsados de España en 1492, Esther Benbassa emigró a Israel a la edad de quince años, para después mudarse a Francia en 1972. Obtuvo la ciudadanía francesa en 1974, lo que hace de ella una persona con triple nacionalidad (Francia, Israel, Turquía). Alumna de escuelas católicas (Sainte-Pulchérie en Estambul y Saint-Joseph en Yafo), hizo sus estudios superiores en Israel y posteriormente en Francia.
Está casada con Jean-Christophe Attias, director de la École Pratique des Hautes Études y galardonado con el Premio Goncourt de la Biografía en 2015.

### Estudios y enseñanza
Después de obtener su grado en Humanidades (1975), Esther Benbassa enseñó durante 15 años en el circuito de educación secundaria en Normandía, para más adelante proseguir en la región parisina.
Es licenciada (B.A.) por la Universidad de Tal Aviv (1972), además de tener una Maestría en Humanidades de la Universidad París-VIII (1973) y un diplomado de Turco del Institut National des Langues et Civilisations Orientales (1982). Obtuvo un Doctorado en la universidad París VIII y ha recibido un Doctorado de la Universidad París-III en 1987.)
Benbassa realizó sus estudios posdoctorales en el Departamento de Historia del Pueblo Judío de la Universidad Hebrea de Jerusalén entre 1988 y 1989.
Directora de investigación en el CNRS desde 1989 hasta 2000, pasó a ser en 2000 la directora de estudios de la sección de Ciencias Religiosas de la École Pratique des Hautes Études (Sorbona), siendo la primera titular mujer (y laica) en dirigir el Departamento de Historia del Judaísmo Moderno (cátedra creada en 1896).
Fundó el Centro Alberto-Benveniste de estudios sefardíes y de historia sociocultural de los judíos en 2002.
Es investigadora en el Centro Roland-Mousnier (CNRS Universidad París IV - École pratique des hautes études).

### Al Senado
Benbassa es cofundadora de la «Pari(s) du Vivre-Ensemble», organización de diálogo intercultural y antirracismo. Fue elegida senadora por el partido Europa Ecología Los Verdes el 25 de septiembre de 2011.  Es vicepresidenta de la comisión de las leyes constitucionales, de legislación, del sufragio universal, del reglamento y de administración general, miembro del comité estratégico de la Agencia del Servicio Civil, vicepresidenta del grupo de amistad Francia-Turquía, secretaria del grupo de amistad Francia-Israel, miembro del grupo de amistad Francia-Palestina, miembro de la Unión Interparlamentaria, y miembro del jurado del Premio de Tesis del Senado Francés.
Ponente del proyecto de ley (propuesta por el Partido Socialista Francés) a la extensión del plazo de proscripción de textos que discriminen con base en el origen étnico, religioso, homófobos y sexista, votado por unanimidad por el Senado 30 de enero de 2013. Ha obtenido el voto, el 28 de marzo de 2013, de una propuesta de ley que había depositado en otoño 2012, pretendiendo la abrogación del delito de oferta ambulante de productos o servicios.
A su iniciativa, la comisión de leyes del Senado creó en otoño de 2012 una misión de información sobre las discriminaciones raciales, étnicas y religiosas.
En febrero de 2014, fue designada vicepresidenta del Senado, de la Comisión especial encargada de examinar la propuesta de Ley que refuerza la lucha contra la prostitución. Ella expresó en repetidas ocasiones estar en contra del principio de penalizar a los clientes de las prostitutas.
En noviembre de 2014, presentó con Jean-René Lecerf (UMP) un informe titulado « La lutte contre les discriminations : de l’incantation à l’action ». Para Malika Sorel, exmiembro del Alto Consejo para la Integración, estas propuestas son «peligrosas» y no harían más que contribuir a «la exacerbación de las tensiones raciales en el país».

#### Polémica
En abril de 2016, activó una polémica en los medios con la publicación de una columna Libération, en la cual afirma: "El hiyab no es más alienante que la minifalda", afirmando que el problema con el uso de vestimenta de playa como el burkini le dan visibilidad a la comunidad musulmana en Francia, y de ahí las reacciones negativas.

## Distinciones
- 2005 : Caballero de la Orden Nacional del Mérito[13]
- 2006 : Premio Seligmann contra el racismo, la injusticia y la intolerancia
- 2008 : Premio Guizot (medalla de bronce) de la Academia Francesa por La Souffrance comme identité
- 2011: Caballero de la Legión de Honor

## Obras
- Bajo su dirección
  - Dictionnaire des racismes, de l’exclusion et des discriminations, édition Larousse, 2010.

- Obras en solitario
  - Un grand rabbin sépharade en politique, 1892-1923, Paris, Presses du CNRS, 1990.
  - Une diaspora sépharade en transition (Istanbul, s. XIX-XX), Paris, Cerf, 1993.
  - Histoire des Juifs de France, Paris, Seuil, coll. Points Histoire, 2000.
  - La République face à ses minorités. Les Juifs hier, les musulmans aujourd'hui, Paris, Mille et une nuits/Fayard, 2004.
  - La Souffrance comme identité, Paris, Fayard, 2007. Seg. éd., Hachette, coll. Pluriel, 2010.
  - Être juif après Gaza, Paris, CNRS Éditions, 2009.
  - De l'impossibilité de devenir français. Nos nouvelles mythologies nationales, Paris, Les Liens qui Libèrent, 2012.
  - Égarements d'une cosmopolite, Paris, Bourin Éditeur, 2012
  - Istanbul la sépharade, Paris, CNRS éditions, 2015

- Con Aron Rodrigue
  - Une vie judéo-espagnole à l'Est : Gabriel Arié, Paris, Cerf, 1992.
  - Juifs des Balkans, Espaces judéo-ibériques, (s. XIV-XX), Paris, La Découverte, 1993. Reeditado bajo el título Histoire des Juifs sépharades. De Tolède à Salonique, Paris, Seuil, coll. Points Histoire, 2002.

- Con Jean-Christophe Attias
  - Dictionnaire de civilisation juive, Paris, Larousse-Bordas, 1997. Seg. éd., 1998.
  - Israël imaginaire, Paris, Flammarion, 1998.
  - Les Juifs ont-ils un avenir ?, Paris, Lattès, 2001.
  - Le Juif et l'Autre, Gordes, Le Relié, 2001.
  - Petite Histoire du judaïsme, Paris, Librio, 2007.
  - Dictionnaire des mondes juifs, Paris, Larousse, coll. Ed. actual, 2008. Edición extendida de Dictionnaire de civilisation juive, 1997.